# مؤسسه ملی ناشنوایی و اختلال‌های ارتباطی

موسسه ملی ناشنوایی و اختلال‌های ارتباطی ایالات متحده آمریکا (به انگلیسی: National Institute on Deafness and Other Communication Disorders) مشهور به NIDCD، یکی از اعضای موسسات ملی بهداشت ایالات متحده آمریکا (مشهور به NIH) می‌باشد. 
وظیفه این مرکز فدرال رهبری و نظارت بر تحقیقات علوم و فناوری در حیطه ناشنوایان و دیگر ناهنجاریهای ارتباطی و علوم وابسته به آن می‌باشد. 
دفاتر این موسسه در سال ۱۹۸۸ تأسیس شد و در جنوب ایالت مریلند واقع  است.

## وب‌گاه رسمی
- وبگاه رسمی